# Гоанијер
Гоанијер (фр. Gohannière) насеље је и општина у северној Француској у региону Доња Нормандија, у департману Манш која припада префектури Авранш.
По подацима из 2011. године у општини је живело 124 становника, а густина насељености је износила 32,8 становника/km². Општина се простире на површини од 3,78 km². Налази се на средњој надморској висини од 40 метара (максималној 137 m, а минималној 12 m).

## Демографија
| 1962. | 1968. | 1975. | 1982. | 1990. | 1999. | 2011. |
| ----- | ----- | ----- | ----- | ----- | ----- | ----- |
| 107   | 109   | 100   | 101   | 82    | 86    | 124   |

График промене броја становника у току последњих година